# 香港商業
香港商業自開埠以來一直都是香港的主要經濟支柱和社會中不可或缺的重要一環。早在鴉片戰爭之前，英國人便已看上當時只屬小漁港的香港水深港闊的豐厚天然資源及它的地理優勢，而於1841年當英國人和滿清政府簽訂《南京條約》佔領香港後，他們便利用優勢開始發展小規模的商業貿易活動。從此之後，香港各行各業便百家興旺。

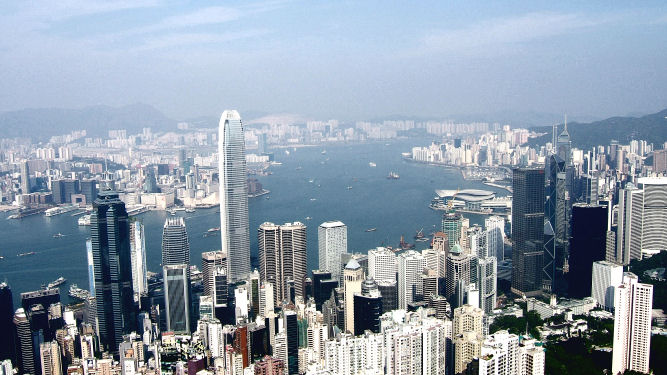
从港岛太平山顶眺望維多利亞港兩岸建築

香港商業的發展歷史約可分為開埠初期、大戰時期、工業起飛和回歸的四大部分，開埠初期香港地理優勢積極發展貿易事務，把貨品自中國運向世界各地。大戰時期西方各國停止向中國貿易，香港優勢盡失，面臨危機。工業起飛年代香港工業極為發達，令香港經濟急速增長。而回歸後香港因行政上的特殊優勢，香港零售業、貿易業上都很發達。香港的商業區有很多，其中中環及九龍東分別被政府定為CBD及CBD2、其他商業區則有鰂魚涌、灣仔、油尖旺區等。

## 簡史

### 開埠初期
自從英國人看中維多利亞港的優勢，佔領香港後，立刻宣佈香港為自由港，使來往當時中國至歐洲各地的貨物及資金在香港聚集。英國商人因為需求增大而在香港興建多個貨運碼頭及倉庫等設施，也開辦了多間洋行和銀行等貿易的機構。不過當時主導的仍然是洋人，華人或香港本地人則多從事搬運等的勞動業務，不過也有部份華商也來港設立南北行到中國進行貿易。

### 大戰時期
二十世紀初，歐洲多國因戰爭而加緊從中國作進口貿易，香港因而獲利，而另一方面，由於第一次世界大戰後歐洲工業受損失，要從外地進口，香港九龍一帶出現多家工業。
但至第二次世界大戰當日軍佔領香港後，香港的商貿幾乎完全停頓。而隨著1951年韓戰爆發，西方各國宣佈對中國實施禁運的政策，香港的商貿再不是主導商業的元素。不過幸好適逢當時不少中國大陸的難民都是本身擁有一定資本的企業家，加上南下人口所帶來的龐大廉價勞動力，使香港工業開始迅速發展，帶來大量商品收入。香港亦由轉口港經濟轉型為一工業城市，香港商業歷史也步入工業起飛時代，為日後發展奠下基礎。

### 工業起飛
大陸難民在1950年代起大批的南下香港展開新生活，這為香港帶來了龐大勞動力，寫下工業的第一頁後，在1950年代至1990年代初，工業一直是香港經濟的重要支柱，輕工業是其中主要部分，包括鐘錶、紡織品、電子產品、玩具、塑膠製品等。因香港產品價廉物美，工業產品行銷至世界各地，帶來龐大的商業收入。

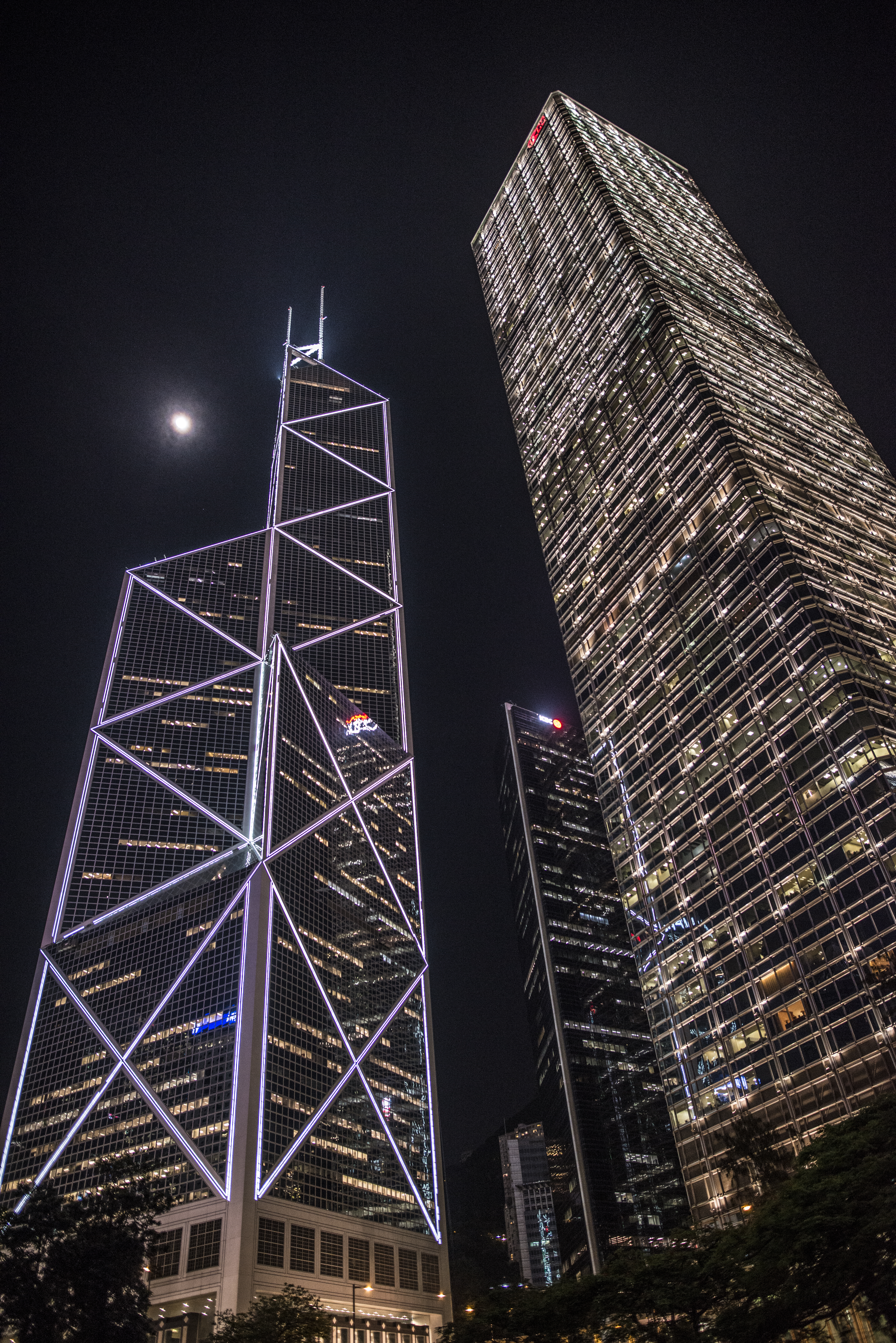
中國銀行大廈（左）和長江集團中心

### 金融中心
在1960年代，香港的金融業在國際上仍寂寂無聞，隨着1970年代起港府實施一系列自由開放的金融政策，金融業蓬勃發展，銀行業務日益國際化。在1990年代中期，香港外匯市場交易量居世界第6位，股票市場在世界名列第8位；香港黃金市場與倫敦、紐約和蘇黎世並列為世界四大金市，亦與倫敦和紐約並列世界三大金融中心，有「紐倫港」之稱。

### 九七過渡
香港主權於1997年7月1日正式從英國移交至中國後，香港便成為一個特別行政區，享有港人治港和一國兩制的特殊身份，在國際上跟中國大陸擔任中介人角色，香港的商業貿易也因此重新蓬勃發展起來。除此之外，旅遊業也是香港回歸後一項重要的經濟支柱，香港以中西文化交流匯萃的特色，加上購物及美食，一直吸引大量旅客，其中就帶動了香港的零售業和飲食業的商業收入。

## 商業優勢

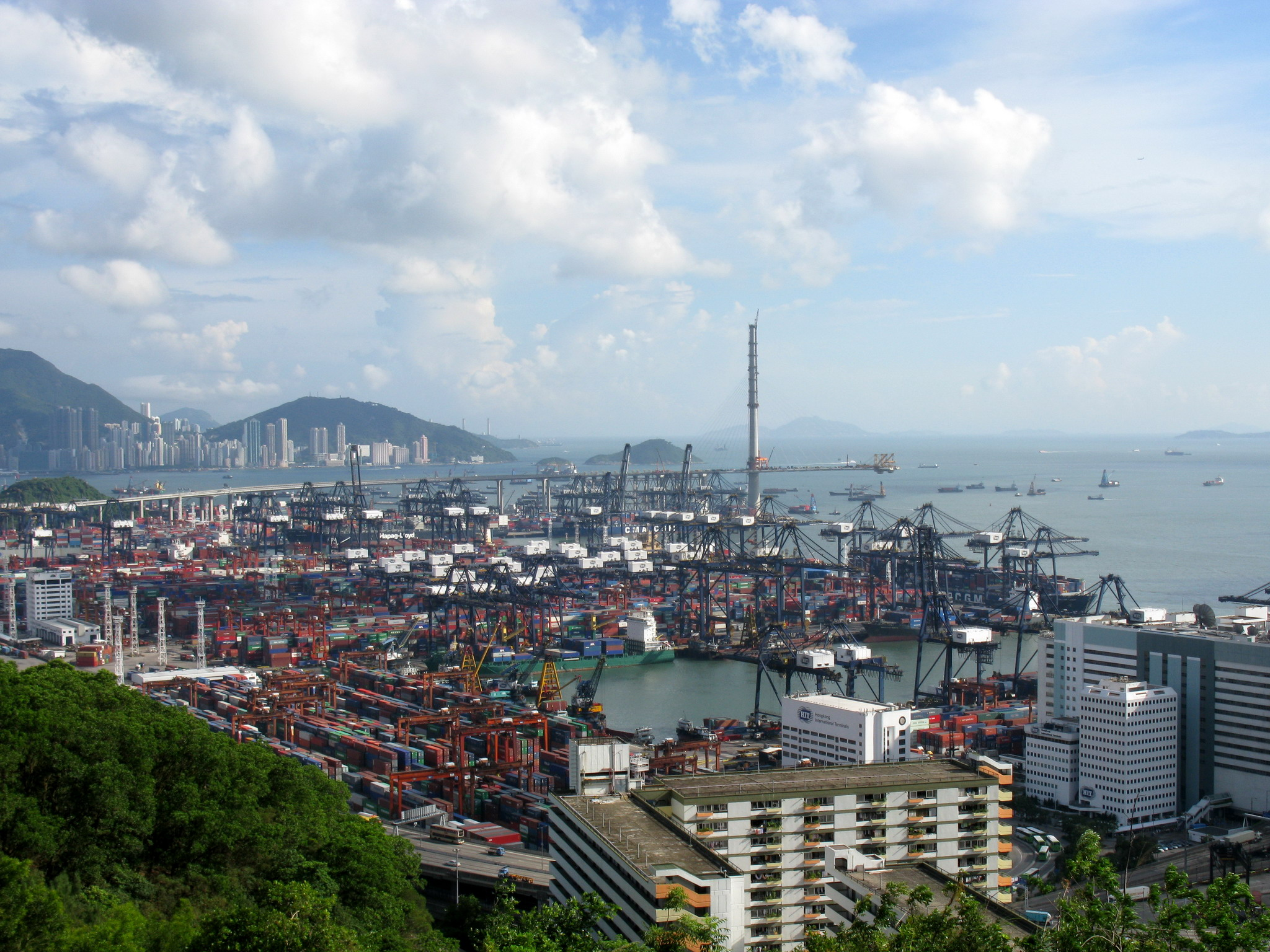
葵青貨櫃碼頭是全球最繁忙的貨櫃港口之一，可見香港商貿之發達。

### 地理優勢
- 香港水深港闊的天然良港有助商業貿易進行。
- 香港地理位處中國南端的歐亞航道中，方便中國商人的貨品進出。
- 香港地理位置近海，有助商業發展。
- 全球地理上香港處於倫敦和紐約之間，當這兩個世界金融中心在夜間停止營業時，香港正是白天，使全球商業金融可以24小時無間斷地運作[5]。

### 行政優勢
- 享有「一國兩制」的特殊身份，在國際上替中國擔任中介人角色，有利商貿。[6]
- 自由開放的金融政策，外匯管制和黃金管制在1970年代起被解除，外匯、黃金可自由買賣、進出，金融機構可靈活調動資金，開拓業務[5]。
- 關稅低[7]，貨品廉價，有助零售商投資，促進零售業。

### 人口優勢
- 香港人口高度集中，有利零售業和飲食業發展[8]。
- 香港地少人多，地價昂貴，有利地產業發展。